# داود يعقوب
داوود محمود يعقوب (1939-1986)
كان أول نشاط مسرحي له بدأ من خلال فرقة مسرحية أنشأها نادي الشباب العربي والذي كان تابعا لحركة القوميين العرب التي كان يتزعمها جورج حبش. هذه الفرقة شارك فيها أيضا كل من سليم صبري وبسام لطفي وكان ذلك إبان الوحدة العربية مع مصر. ولقد قدمت الفرقة يومها بعضا من مسرحياتها على مسرح النادي الثقافي الذي كان تابعا لمصر قبل الوحدة واستمر ناشطا بعدها، والذي كان مقره في شارع أبو رمانة. وقد كان خطيبا مفوها حاضر الذهن وقادرا على إلهاب الحماس في مستمعيه.

## النشأة والبداية
ولد داوود يعقوب في طيرة حيفا 2 فبراير 1939 وفي عام النكبة 1948 هُجر مع أهله إلى سوريا وكان عمره آنذاك تسع سنوات، درس الابتدائية ونال الإعدادية من إعدادية صفد في دمشق، تابع دراسته الثانوية بعد ذلك ثم استعاض عن تحصيل العلم بمتابعته للقراءة والمطالعة فقد كان قارئا جيدا، وامتلك مكتبة غنية بكتب الأدب والتراث والسياسة تحوي ما يفوق ستة آلاف كتاب.
كانت بداية داوود الفنية مع فرقة أنصار المسرح التي كان يديرها الفنان الراحل صبري عياد وكان ينتقل من فرقة إلى أخرى حيث عمل مع ندوة الفكر والفن، وانتسب للمسرح القومي منذ تأسيسه واشترك كممثل في مسرحيتين «المزيفون» عام 1958 و«أبطال بلدنا» عام 1960، وكان من أوائل الذين ساهموا في إنشاء إذاعة فلسطين في دمشق، إيماناً منه بقضية شعبه، وبضرورة إيصال صوت الشعب الفلسطيني إلى العالم.
وفي عام 1968 أصبح عضواً في نقابة الفنَّانين في القطر العربي السوري، كما ساهم مع عدد من رفاق درب التحرير في تأسيس اتّحاد الكتَّاب والصّحفيين الفلسطينيين، وكان له دور بارز في تأسيس الاتّحاد العام للفنَّانين الفلسطينيين، وقد انتُخب في دورته الأولى أميناً عاماً، وذلك عام 1970.
كما خاض داوود يعقوب غمار تجربة هي الأولى من نوعها في الشَّتات الفلسطيني، حيث ساهم مع عدد من الفنَّانين الفلسطينيين في تأسيس المسرح الوطني الفلسطيني، ومما يذكره الشاعر الأستاذ خالد أبو خالد عن تلك المرحلة: «لقد كان داوود يعقوب صاحب وجهة نظر في تأسيس اتِّحادنا العام للكتَّاب والصَّحفيين الفلسطينيين... وواحداً من المبادرين للمشاركة في تأسيسه من موقعه المؤثِّر في قاعدة شعبنا الفلسطيني».
في عام 1963 التحق داوود يعقوب في العمل في حقل الإعلام وكانت البداية كمذيع في إذاعة «صوت فلسطين» من دمشق، بعدها انتقل للعمل في شعبة المذيعين في الهيئة العامة للإذاعة والتلفزيون، وما هي إلا سنوات حتى أصبح «كبير المذيعين» في دمشق، وفي هذه الفترة بدءاً العمل في قسم الدراما ليشارك زملاؤه بالعمل كممثل ومعد للبرامج الثقافية والأدبية وكاتبا للأعمال الدرامية الإذاعية، ومخرجاً إذاعياً، واستحق عن جدارة أن يعدَّ منذ منتصف سبعينات القرن الماضي كواحد من كبار المخرجين الإذاعيين...

## الأنشطة
تميّز داوود يعقوب بقدرات فنية متعددة بدءاً من إذاعة البرامج ونشرات الأخبار وانتهاءً بالكتابة، كما تميّز بقدرته الفذة على العمل كمذيع في الاحتفالات الوطنية والمناسبات القومية، وبهذا فقد استحق لقب «الإذاعي الشامل».
وقد كان داوود حاذقا في عمله وعطائه خاصة إبان حرب تشرين التحررية التي كان فخورا بها لأنها كانت حلمه دائما وكان فخورا بالسواعد العربية التي اتحدت يوم تشرين التحرير وانطلقت تقاتل تحت راية واحدة.
وبعد الحرب بدأ يفكر ويعمل ويكتب، وكانت باكورة أعماله تتحدث عن تلك الحرب (حرب تشرين) وهي رواية «أزهار معطرة بالدم» للدكتور عبد السلام العجيلي حيث قام داوود بإعدادها وإخراجها عام 1978.

## الشهرة
ولأن أبا يزن وهو اللقب الذي اشتهر به كان حاضر الذهن اعتبر بحق ومن خلال صوته المميز واحدا من رجال الكلمة القلائل الذين تركوا بصماتهم واضحة في كل استوديوهات الإذاعة والتلفزيون السورية والعربية.
فقد كان داوود يعقوب عربي القلم والشخصية بكل ما في هذه الكلمة من عزة وكرامة ورجولة وكان وفيّاً لأصدقائه وزملائه في حياتهم وبعد مماتهم من ذلك ما قاله في رثاء الإذاعي الراحل عادل خياطة «أيها الراحل الحبيب... يوم عرفتك أول مرة كنت بالنسبة لي صوتا يشدني إليه يسحرني ويوم أتيح لي أن أزاملك كان طوقي للتعرف على تجربتك طوقا غير محدود، ما أخذت بيدي إلى» الميكرفون «يومها عرفت أنك لست صوتا فحسب، بل إنسان يحمل في أعماقه قدرات هائلة، يشحن صوته بكل ما في أعماقه من عواطف متنازعة، والمخرج المتمكن من فنه وعمله فكرة وحسه وفنه أيهما كان أكبر... طموحك أم إمكاناتك وفاء لك في يوم رحيلك أقول: كانا متساويين، ولكن اليأس كان حاجزا بينهما وليس من السهل أن نبحث اليوم عن أسباب اليأس ودوافعه لأن في أعماق الفنان رغبات ونزعات لا يمكن استكشافها والتعرف إليها إلا من خلال العطاء ومن خلال عطائك كان الخوف من الموت يشدك إليه فكنت تهرب منه إليه كنت في الطريق المؤلم القاسي تحمل آلامك وطموحك عاجزا عن خلق التجاوز بين ما يمكن وما تريد، ويوم بدأت الآلام تستقر في جسدك كنت تتجاهلها تصر على أنها عوارض تقف في وجه مسيرتك وتدفقك وطوقك إلى الحياة، ويوم كنت تعجز عن مواجهة هذه الآلام كان الصمت يلازمك، كنت تكف عن الحديث مع الآخرين، يقف بينك وبينهم حاجز يدفع الكثيرين من الذين لم يعرفوك حقا يتسائلون لماذا يتجاهلنا لم يكن الكثيرون يعرفون أن ما في أعماقك عندما يطفو على السطح يرتفع يثور ويتمرد.. كنت لا ترى إلا ما في أعماقك منتشي معها وظللت تعيش معها حتى رحلت ورحلت معك، رحلت وتركتنا هنا مع آثارك مع صوتك الذي كان الطريق لمعرفة الملايين بك وحبهم إليك هذا الحب الذي كان يتصف أحيانا بالقسوة خوفا عليك وبالود والرفق والحنان لطفولتك التي كبرت ولم تكبر معك ظلت براءة في عينيك في علاقاتك في رؤيتك للحياة».

## الانتماء
ورغم أنَّ مطلع الخمسينات شهد بداية ونُشُوء الأحزاب والحركات الوطنية، مثل حركة القوميِّيْن العرب، وحزب البعث إلى جانب الأحزاب الشيوعية الموجودة أصلاً وغيرهم، فقد كان لداوود رأي مُغاير، أنَّ الانتماء لفلسطين أكبر وأهمُّ من الانتماء للأحزاب، وخدمة القضيَّة أوسع والإنسان مُتحرِّر من الفئويَّة الحزبيَّة.
لكنَّ هذا لم يمنع داوود الشَّاب من أنْ يُمارس دوره وقناعاته في فعاليَّات وطنيَّة مُتنوِّعة كانت تُقيمها الأحزاب، والحركات الوطنيَّة، منها على سبيل المثال الفعاليَّات الَّتي تُقيمها الهيئة العربية العليا لفلسطين، برئاسة الحاج أمين الحسيني.
ففي العدد (51) الصَّادر أوَّل أيَّار (مايو) عام 1965، من نشرة فلسطين الدَّوريَّة، الَّتي تُصدرها الهيئة، وإحياءً لذكرى شهداء فلسطين، كان أحد خُطباء المهرجان إلى جانب العديد من الزُّعَماء والشَّخصيَّات السِّياسيَّة من فلسطين وسُورية أمثال، القاضي فيصل العظمة، والمُعلِّم أحمد اللوباني، والمُجاهد صبري البديوي، والشَّاعر عبد الهادي كامل، والأُستاذ زياد الخطيب مُمثِّل الهيئة في سُورية.
وفي كلمته آنذاك، والَّتي ارتجلها، وهو يتدفَّق حماساً تعبيراً عن أبناء جيله من الشَّباب؛ حيثُ قال: «لو أنَّ الله سُبحانه وتعالى جعل هذه القُوَّة الَّتي بألسنتنا، في سواعدنا، لكُنَّا الآن في الوطن المُغتصب أعزَّة كراماً، ولكُنَّا أقمنا هذا الاحتفال في القسطل». أي في المدينة الَّتي استشهد فيها دفاعاً عن فلسطين، القائد العربي الفلسطيني المُجاهد عبد القادر الحسيني، قائد ثورة عام 1948،

## الإسهامات
ولقد تجلَّى في إسهاماته في المُنتديات الأدبيَّة والثَّقافيَّة مُحاوراً ومُجادلاً، وصاحب رأي ووجهة نظر، فقد انتسب إلى ندوة الفكر والفنِّ، وأصبح عُضواً رئيسيَّاً فيها، وعُمره لا يتجاوز العشرين عاماً.
فقد وصفه الكاتب سمير المصري ذات مرَّة، قائلاً: «كُنتَ تخاله في مطلع السِّتِّينات، بأنَّه أقوى من كُلِّ العراقيل. وهو يبدأ رحلة الكفاح مع إثبات الوُجُود، فقد كان يعمل في كافَّة المجالات الفنِّيَّة والأدبيَّة والصَّحافيَّة بذات الوقت، وهُو بدأ هاوياً للتَّمثيل في النَّوادي الدِّمشقيَّة، وكان، في ذات الوقت، يكتب في العديد من الصُّحُف، زوايا في النَّقد الأدبي والمسرحي الفنِّي».
وكَتَبَت عنه الكاتبة العربيَّة السُّوريَّة الكبيرة كوليت خوري، في العدد 507 من مجلَّة «المُستقبل»… وفي صفحة أسمتها: صفحة لي… وتحت عُنوان «مع صديق»:«بلى… إنِّي أعرف كُلَّ أجزاء هذا الوطن، توحَّدت في قلبك الكبير، أنت الفلسطيني المُؤمن، بل أنت الفلسطيني… السُّوري المُؤمن بالوطن الكبير، وأعود سريعاً إلى ذكرياتي معك، فأنا أعرفك مُنذُ زمن بعيد، من ندوة الفكر والفنِّ في دمشق، وكنت أتردَّد عليكم بين الحين والحين، ثُمَّ المسرح القومي، ثُمَّ الإذاعة والإعلام، فقد كُنَّا نجتمع دائماً. نحن الَّذين كُنَّا في مطلع شبابنا، براعم تشقُّ طريقها في دُنيا الأدب والفنِّ والصَّحافة، وأنت تطمح في أنْ تسهم في بناء الوطن من جديد وعلى الشَّكل الأحسن».
وعموما فقد ترك داوود يعقوب تأثيراً كبيراً لدى مَنْ عرفوه، ولتأكيد ذلك نسوق مثلاً من شهادة كَتَبَها الشَّاعر الفلسطيني أحمد دحبور، في بداية مشواره الشِّعري والأدبي، وتَشكُّل وعيه السِّياسي، ولو بجوانب بسيطة كما تبدو، فَتَحْتَ عُنوان «أبو يزن (داوود)… أبكى الأُمَّة مرَّتَيْن، وأبكاني ثلاثاً» قال: عام 1964، وكان لي من العُمر ثمانية عشر عاماً، التقيت أبا يزن لأوَّل مرَّة، كنتُ فرحاً، كطفل فاجأه أبوه الفقير بهديَّة العيد، وأنا أحمل مجموعتي الشِّعرية «البكر» «الضَّواري وعُيُون الأطفال»، وكُنتُ أبحث عن الشَّاعر، كمال ناصر، لأُقدِّم له نسخة منها، فقيل لي: إنَّه في إذاعة دمشق. وعلى باب الإذاعة، كنتُ أتلعثم بخطواتي وكلماتي، حين فاجأتني الحراسات هناك بأنَّ دُخُول الإذاعة ممنوع، وليس سهلاً، وإذا بشاب طويل القامة، يضع يده على كتفي ويسألني: فلسطيني؟ نعم فلسطيني… وبكلمة منه أدخلُ الإذاعة بصُحبته، وما أنْ يدخل مكتبه حتَّى يطلب لي قهوة، ويسألني مُدعباً ما إذا كنت «ابن» أحمد دحبور، صاحب المجموعة الَّتي أحملها، وبعد أنْ أقسمت أمامه بكُلِّ براءة أنَّني أحمد دحبور شخصيَّاً، يضحك، ويُسكِّن من روعي ويُقدِّم لي نفسه: داوود يعقوب. ولم يكن بحاجة إلى تعريف، فقد كان أشهر المُذيعين في دمشق، وقدَّمني إلى الشَّاعر كمال ناصر، والشَّاعر يوسف الخطيب، وخليل ضوري، ثُمَّ اصطحبني معه إلى البيت لتناول الغداء.
وكان البيت في حارة اليهود وحارة الشرف ؟ كان للاسم رنين غريب كما هو متوقع، فأنا أحمد دحبور أعيش مع أهلي في مدينة حمص التي ليس فيها يهودي واحد، ولما كان الإنسان عدوَّ ما يجهل، فقد كان خيالي يتصوَّر اليهود كائنات عجيبة، بأُنُوف مُقوَّسة، وعُيُون محرورة كالدَّم، ومن أبي يزن تلقَّنت الدَّرس في هذا الموضوع الشَّائك: اليهود بشر مثلنا، وهُم ليسوا أعداءنا، لأنَّهم يعتنقون ديانة أخرى، فهذا شأنهم مع ربِّهم، ولكنَّ الصهيونية الَّتي جنَّدت أعداداً كبيرة من يهود العالم هي عدوَّتنا، أما اليهودي الَّذي لم يُهاجر إلى فلسطين، فإنَّ بقاءه في بلده، يعني اعترافاً ضمنياً منه بأنَّ فلسطين بلدنا نحن الفلسطينيِّيْن، ولذلك كان طبيعيَّاً أنَّ عدداً غير قليل من اللاَّجئين الفلسطينيِّيْن إلى دمشق، عاشوا في «حيِّ الأليانس»، حارة المغاربة وحارة الشرف، بكُلِّ أمانٍ دُون مشاكل، قلت له: «لكنَّ كثيرين منهم هاجروا ويُهاجرون إلى فلسطين»، قال: «لا يُمكن أنْ نأخذ موقفاً من مواطن حسب نواياه، وقضيَّة اليهود قضيَّة مُعقَّدة، وبقدر ما نُوفِّر لهُم الأمان، ونشعرهم بأنَّهم مُواطنون؛ حيثُ يعيشون بقدر ما نكسب ثقتهم».
فالوعي المُبكِّر لدى داوود يعقوب، كان مُكرَّساً ومُوجَّهاً لخدمة قضيَّة وطنيَّة في إطاره النَّخبوي والجماهيري. وقد قال يوماً: «هذه الثورة لم تكن ثورة بندقيَّة فحسب، بل كانت ثورة كلمة وبُندقيَّة، وفي هذه الثورة تحقَّق التَّلاحم الحقيقي بين الكلمة والبُندقيَّة، وقدَّمنا من الكتاب الفلسطينيين شهداء كثيرين على طريق مسيرة ثورتنا. ولا يزال كُتَّابنا الفلسطينيُّون، وشُعراؤنا العرب التَّقدُّميُّون مُصرِّين على أنْ يُتابعوا المسيرة، أياً كانت التَّضحيَّات».
وفعلا فقد سقط غسان كنفاني شهيداً، وكمال ناصر، وماجد أبو شرار، وعلي فودة، وخليل حاوي شاعر لُبنان الكبير الَّذي رفض عقله الاحتلال الصهيوني لبيروت العاصمة العربيَّة، فأطلق النَّار على رأسه، كُلُّ هؤلاء وغيرهم سقطوا شهداء الكلمة والرَّصاصة، وعلى الطَّريق نفسه، الَّتي سلكها الشَّاعر الشَّهيد عبد الرحيم محمود، في المُواجهة مع البغي والاحتلال.

## عمله في الإذاعة والتلفزيون
لم تكن رحلة داوود يعقوب مع الإذاعة والتِّلفزيون في سوريا، رحلة مُذيع، وإنَّما كانت رحلة فنَّان وكاتب ومُمثِّل ومُخرج. حيث اشترك كممثل في ثلاث مسلسلات تلفزية، وهي: المسلسل الديني (أم عمارة) والمسلسل التَّاريخي (وضاح اليمن) والمُسلسل الدرامي (المواسم). وفي رصيده في الفترة ما بين (1973-1986)، عشرات المُسـلسلات الإذاعية تأليفاً وإعداداً وإخراجاً منها: «الزير سالم والانتظار ونساء رائدات وأيَّام على جدار الزمن واللَّهب الأخضر والأجداد يزدادون ضراوة وطريق الحُرِّيَّة وثمن الأرض، ويوميات عائد، ومركب بلا صيد، وعرس الدم، وبقايا صور، وغيرها».
وكذلك العشرات من البرامج الثقافية والأدبية، إعداداً وتقديماً وإخراجاً، مثل: «أعمال أشهر من صانعيها، وقراءة في الرُّواية العربيَّة، وأحلى ما عندهم، وأديب ورُواية، ورُوايات مُختارة ورحلة عطاء، وحروف ومعانٍ…إلخ».

## بداية النهاية: المرض
وفي بداية عام 1984 بدأت رحلة المرض معه ولكنه لم يستسلم، بل كان أقوى من الظروف، لقد كان يعمل كعادته خلال فترة مرضه ويأتي كل أسبوع ليسجل برنامج «حروف ومعان».
وفي عام 1986 أخذ يهيئ نفسه لكتابة وإخراج مسلسل جديد عن تشرين التحرير لكن المرض لم يمكنه من المتابعة، وفي أحد الأيام قبيل وفاته حضر إلى إستديو الإذاعة نشيطا مليئا بالحيوية يحمل بيده ديوان شعر وطلب من زميله المخرج مازن لطفي أن يسجل له بعض القصائد فكان له ما أراد وعندما انتهى ودّع زملائه قائلا: إنني ذاهب فوداعاً، فربما لم نلتق لأن هذه القصائد جعلتني أحس وأنا أؤديها بأنني لن آتي إلى هنا ثانية... قالها والدمعة جامدة في عينيه.
تزوج داوود يعقوب عام 1966 وأنجب أربعة أولاد ذكور هم : يزن وأوس ومحمود وفؤاد.

## الوفاة والتكريم
توفِّي الأديب والفنان الإذاعي الفلسطيني داوود يعقوب في 10/17/ 1986، ونعته هيئة الإذاعة والتلفزيون السُّوريَّة ونقابة الفنَّانين السُّورييْن، والاتحاد العام للكتاب والصحفيين الفلسطينيين وأغلب فصائل منظمة التحرير الفلسطينية...
ولم يذهب جُهد واجتهاد ومُواظبة داوود يعقوب سدىً، وإنَّما نال من التَّكريم ما يليق بفنَّان، ومُذيع شامل، ومُثقَّف، فقد سبق وأن عُيِّن عام 1985 مُدرِّساً في المركز العربي للتَّدريب الإذاعي والتِّلفزيوني لمادتي «تربية الصَّوت»، و«فنِّ الإلقاء»، كما نال الفنَّان والإذاعي داوود يعقوب، ميدالية نقابة الفنَّانين الذَّهبيَّة، مع براءة التَّقدير، في 30 تموز (يوليو)1985، تقديراً لما قدَّم من جُهُود في أعماله الفنِّيَّة الإذاعيَّة.
وفي أيام فلسطين الثقافية والفنية في القاهرة (10 ـ 16 كانون الثاني / يناير 1990) برعاية دائرة الثقافة بمنظمة التحرير الفلسطينية، وبالتعاون مع اتحاد الفنانين العرب منح اسمه مع كوكبة من رجالات الفكر والإبداع والثقافة الفلسطينيين وسام القدس للثقافة والفنون، وهو أرفع وسام تقدِّمه الثورة الفلسطينية لمبدعيها.
وفي عيد إذاعة دمشق الثامن والخمسين عام 2005 منح اسمه شهادة تقدير لما قدمه من جهد وعطاء متميز في مجال مهنته في العمل الإذاعي.
ولذلك لا يمكن النظر إلى داوود يعقوب إلا بوصفه أيضا إعلامياً سوريّا .

## سيرته في كتاب
أصدرت عائلته كتابا يوثق مسيرته ويتضمن جملة من الشهادات لنخبة من رجالات الأدب والثقافة والفكر في فلسطين وسوريا. عنوانه :(الإعلامي والفنان داوود يعقوب.. فارس يواصل الرحيل _ في ذكرى رحيله العشرين _) وهو من منشورات [دار صفحات]  بدمشق 2006... كما قدم الناقد السوري محمد منصور، بيبلوغرافية وافية عن سيرته الفنية في كتابه (القدس ذاكرة فنية) الهيئة السورية العامة للكتاب 2009

## وصلات خارجية
- مدونة داوود يعقوب... الصوت الفانتوم
- شريط فيديو عن داوود يعقوب
- داوود يعقوب - كاتب ومخرج ومذيع
- الإذاعي الفلسطيني الراحل داوود يعقوب رحلة الخروج وحلم العودة... جريدة الاسبوع الادبي العدد 936 تاريخ 18/12/2004
- يوم المسرح العالمي
- عضوية الاتحاد العام للكتاب والصحفين الفلسطينيين
- من تاريخ الاتحاد العام للكتاب والصحفين الفلسطينيين
- عبد الله الحوراني: شهادة موضوعية بقلم : أحمد دحبور
- كتاب (القدس ذاكرة فنية عربية) للناقد محمد منصور
- جريدة الوحدة: وعاد صيف بقلم سهيل خليل